# Hessenkolleg Frankfurt
Das Hessenkolleg Frankfurt ist eines der ersten Institute des Zweiten Bildungsweges, das es Erwachsenen in Hessen seit 1960 ermöglicht, nach ihrer Berufsausbildung in einem drei- bis dreieinhalbjährigen Bildungsgang die Hochschulreife zu erlangen.

## Geschichte
Die Hessenkollegs wurden 1959 in Wiesbaden, 1960 in Frankfurt am Main, 1962 in Kassel, 1963 in Wetzlar und 1964 in Rüsselsheim (1996 mit Hessenkolleg Wiesbaden zusammengelegt) eingerichtet.
Der erste Lehrgang am Frankfurter Kolleg wurde am 2. Mai 1960 mit 56 Teilnehmern im Haus der Jugend, der Jugendherberge des Deutschen Jugendherbergswerkes in Frankfurt am Main, eröffnet. Ab dem zweiten Lehrgang fand der Unterricht unter beengten Verhältnissen in der Anne-Frank-Realschule in Frankfurt-Eschersheim statt. Erst im Oktober 1967 bezog es sein eigenes Gebäude in Frankfurt-Bockenheim im Biegweg 41 am Biegwald.
Von Beginn der Kolleggründung an erhielten die Kollegiaten von der eigens zu diesem Zweck gegründeten Walter-Kolb-Stiftung ein Stipendium für die Dauer ihrer Ausbildung. In seinen Anfangsjahren musste sich das Kolleg mit dem Vorwurf politischer Gegner auseinandersetzen, eine „linke Kaderschmiede“ zu sein. Der Leiter des Kollegs in der Gründungsphase war Martin Schädler, sein Nachfolger war Walter Kugler. Von 1997 bis Januar 2015 leitete Bodo Fritz das Kolleg. Seine Nachfolgerin war Astrid Bausch.

## Bekannte Absolventen
- Gerhard Amendt
- Günter Amendt
- Sigrid Damm-Rüger
- Walther Müller-Jentsch
- Hans See